# Kukës
Kukës (albánsky: Kukës nebo Kukësi) je město ležící v severovýchodní části Albánie. V roce 2011 vykazovalo 16 719 obyvatel. Město leží na severu Albánie blízko hranic s Kosovem. Na konci 90. let minulého století v období kosovského konfliktu přijalo 150 000 uprchlíků. V roce 2000 bylo z tohoto důvodu navrženo na Nobelovu cenu míru.
Původní město se nacházelo v údolí řeky Drin, bylo však v 70. letech 20. století v důsledku výstavby přehrady drinské kaskády přeloženo do současné polohy. Kukës je proto tzv. plánovaným městem s pravidelnou sítí ulic a domy, které byly vystavěny v době socialistické Albánie. 

## Historie
Nejstarší známé osídlení zdejší oblasti i celé Albánie představovaly ilyrské kmeny, po nichž se v okolí města zachovaly četné hroby. Ve starověku zde byla menší osada na vedlejší větvi římské silnice Via Egnatia, vystavěné ve 2. stol. n. l., která spojovala přístav Dyrrachium (dnešní Durrës) na Jadranu s Byzancí (dnešní Istanbul). Od středověku zde bylo menší tržiště a kupecká osada na cestě do jižního Kosova.
Původní město leželo na soutoku Bílého a Černého Drinu. V roce 1978 je zaplavila přehradní nádrž Fierza; při velmi nízkém stavu vody se střechy starého města vynořují nad hladinu. Obyvatelstvo bylo přemístěno do nově založeného Nového Kukëse (Kukësi i Ri).

## Dopravní spojení
Kukës leží při dálnici, která jej spojuje s Tiranou a ostatními velkými albánskými městy a opačným směrem s Prizrenem v Kosovu. Spojení přes Prizren slouží i silniční dopravě mezi městem Bajram Curri na severu s tamními horskými středisky a hlavním městem.
Přibližně 3,5 km jižně od středu města leží druhé albánské mezinárodní letiště. Původně sloužilo od roku 1929 vnitrostátní civilní dopravě až do roku 1944, kdy se v komunistických rukou změnilo ve vojenské letiště. Za kosovské války (1998-9) vybudovaly Spojené arabské emiráty velký tábor pro statisíce uprchlíků, kteří tudy procházeli. Pro zásobování zřídily polní letiště a později se přiklonily k myšlence mezinárodního letiště pro nízkonákladové dopravce. Výstavba proběhla v letech 2003-2005 a mezinárodní lety byly zahájeny 18. června 2021. Letiště bylo pojmenováno po emirovi Abu Dhabi Zayedovi.

## Významné osobnosti
- V městě se narodila známá albánská zpěvačka Herciana Matmuja.

## Sport
- FK Kukësi - fotbalový klub